# Jess Roden
Jess Roden (Kidderminster, 28 december 1946) is een Brits zanger en gitarist.

## Biografie

### Beginjaren
Roden zette zijn eerste stappen op muzikaal gebied toen hij twaalf jaar oud was. Hij luisterde naar popmuziek en vanaf zijn veertiende bezocht hij jeugdhonken, waar hij nog meer popmuziek hoorde. Daarnaast ging hij naar optredens van muziekgroepen. Op een avond woonde hij een concert bij van een groep genaamd The Raiders, die onder meer liedjes vertolkten van de Ventures, Duane Eddy en The Shadows. Na een praatje met de drummer mocht hij meezingen bij het liedje "Shakin' all over" van Johnny Kidd and the Pirates en hij sloot zich bij de groep aan. De band kwam niet verder dan plaatselijke optredens, maar verzorgden wel voorprogramma's van The Yardbirds (indertijd nog met Eric Clapton), The Hollies en Tom Jones.

### The Shakedown Sound
Op zestienjarige leeftijd trad Roden toe tot The Shakedown Sound, een bluesbandje dat werd geleid door een buurtgenoot die hem vaak met een gitaar over straat zag lopen. De band speelde in Birmingham en omgeving, destijds een broeinest van popbandjes. The Shakedown Sound, die bestond uit Roden, Kevyn Gammond (gitaar), John Pasternak (gitaar), Sean Jenkins (drums) en Pete Waldron (basgitaar), speelde voor The Rolling Stones en Lulu. Waldron verliet de band kort na de oprichting, waarna Pasternak basgitaar ging spelen. Roden verruilde in februari 1966 de groep voor The Alan Bown Set en Gammond ging in de band van Cliff Richard spelen. De rest speelde verder als Lee and his Astrals en neemt de oude naam weer aan als Gammond terugkeert. Verder Allen, die toetsenist zou worden van Mott the Hoople, maakte een tijdlang deel uit van deze band.

### The Alan Bown Set
Roden ging verder met The Alan Bown Set, die in 1965 gevormd werd door leden van de John Barry Seven, de begeleidingsband van John Barry. In The Alan Bown Set speelde destijds ook John Helliwell (later Supertramp). De band maakte muziek voor de film Jeu de Massacre, enkele singles en de lp Outward Bown. Ze traden onder meer op met Joe Cocker in de Royal Albert Hall en met Cream. Het succes ging echter gepaard met misère, zoals een haperende platenperser en een optreden waarbij de leden door opdringerige fans voor hun leven moesten vrezen. In 1969 kwam Rodens verbintenis met The Alan Bown Set ten einde. Hij had al zangpartijen verzorgd voor het album The Alan Bown!, maar bandleider en trompettist Alan Bown vroeg Robert Palmer het album opnieuw in te zingen. Er ging iets verkeerd in de distributie en zo verschenen er twee verschillende persingen: op de Amerikaanse versie zong Roden en op de Britse Palmer.

### Bronco
De volgende band waarin Roden opdook was Bronco. Deze band was ontstaan uit The Band of Joy, ooit een van de jeugdbandjes van Robert Plant en John Bonham, maar ook weer Kevyn Gammond en Pasternak. Roden, Gammond, Pasternak, Robbie Blunt en Pete Robinson (drums) mochten dankzij Guy Stevens voor Island Records een album opnemen, getiteld Country home. Stevens is ook betrokken bij Mott the Hoople en leden van die band speelden op het tweede album, Ace of sunlight. Bronco trad een keer op in het Amsterdamse Paradiso. De band was van plan om aan een tournee te beginnen, maar door een verkeersongeluk belandden leden in het ziekenhuis. De band kwam daarna maar moeilijk op gang. In april 1972 stapte Roden eruit; er volgde nog een album zonder Roden, maar de band stopte na een optreden met Jack the Lad (een zijtak van Lindisfarne) in november 1972.

### Studio- en solowerk
Vervolgens ging Roden studiowerk doen, onder meer voor de Keef Hartley Band. Een kleine zijstap volgde in 1973 met het oprichten van de The Butts Band, met na de dood van Jim Morrison overgebleven leden van The Doors. Roden, John Densmore en Robby Krieger maakten samen één album.
Roden maakte in 1974 zijn eerste soloplaat, Jess Roden, mede geproduceerd door Island Records-baas Chris Blackwell. Op dit album werkte Roden samen met onder anderen Allen Toussaint, Tim Renwick en Mick Weaver. Hij bleef echter niet lang bezig met zijn solocarrière, want na diverse omzwervingen maakte hij kennis met de band Iguana. De samenwerking die uit hun ontmoeting volgde, leidde tot de oprichting van de Jess Roden Band.

### Jess Roden Band
De Jess Roden Band stond in 1976 op Pinkpop en trad op in een door Theo Stokkink gepresenteerde popquiz van de KRO. Samen met Randy Newman namen ze het liedje "You can leave your hat on" op en scoorden ze een hit. De BBC maakte enkele opnamen en de band werkte met Steve Winwood aan een debuutalbum. Het eerste album, met Stonechaser als titel, werd echter nooit uitgegeven. Blackwell trok de stekker uit de opnamen toen de band uiteenviel vanwege het gebrek aan groot succes. Het album werd wel voltooid, maar Roden ging solo verder. Hij maakte in 1980 kennis met Pete Wood en maakte met hem het album Multiplay van The Rivits.
Hierna werd het een tijdlang stil rond Roden, totdat hij in 1986 terugkeerde met een nieuwe band genaamd Seven Windows. In 1995 verscheen een nieuw album en een indertijd opgenomen livealbum werd in 2004 uitgebracht. Het laatste spoor van Roden stamt uit 1996, toen hij op het album Floodgates van Luther Grosvenor speelde.

## Discografie

### Eigen albums
- 1974: Jess Roden
- 1976: Keep your hat on (Jess Roden Band)
- 1976: Play it class, play it dirty (Jess Roden Band)
- 1977: Blowin' (Jess Roden Band)
- 1977: The player not the game
- 1979: Stonechaser
- 1995: Jess Roden & The Humans
- 2004: Live at The Robin

### Met anderen
- 1968: The Who met Magic Bus
- 1971: Mott the Hoople met Wildlife
- 1973: Paul Kossoff met Back Street Crawler
- 1977: Sandy Denny met Rendezvous
- 1977: Go met Go Too
- 1981: Grace Jones met Nightclubbing
- 1995: Peter Green met Rattlesnake Guitar
- 1996: Luther Grosvenor met Floodgates